# Boea geoffrayi
Boea geoffrayi är en tvåhjärtbladig växtart som beskrevs av François Pellegrin. Boea geoffrayi ingår i släktet Boea och familjen Gesneriaceae. Inga underarter finns listade i Catalogue of Life.